# Ballantyne c. Canada
Pour les articles homonymes, voir Ballantyne et Canada (homonymie).
Ballantyne c. Canada (en forme longue Ballantyne, Davidson, McIntyre c. Canada) est un avis fondé sur le Pacte international relatif aux droits civils et politiques, rendu en 1993 par le Comité des droits de l’homme des Nations unies. Il arrive à la conclusion que la règle de l’usage exclusif du français dans l’affichage commercial, prévu au Québec par la Charte de la langue française, est compatible avec le droit à l’égalité et le droit des membres des minorités linguistiques d’employer leur propre langue (entre autres parce qu’en droit international les anglophones du Québec ne sont pas considérés comme une minorité), mais contraire à la liberté d’expression.

## Contexte
En 1977 est adoptée la Charte de la langue française, y compris une règle qui prescrit l’affichage commercial exclusivement en français et une autre qui rend obligatoire l’usage de la seule version française d’une raison sociale d’entreprise au Québec. En 1982, la Charte canadienne des droits et libertés est enchâssée dans la Constitution canadienne malgré l’opposition du Québec. Cette charte consacre la liberté d’expression. En 1988, la Cour suprême du Canada rend un jugement dans l’arrêt Ford c. Québec (Procureur général) , dans lequel elle déclare que ces règles de la Charte de la langue française sont contraires à la liberté d’expression, protégée par la Charte des droits et libertés de la personne du Québec et la Charte canadienne des droits et libertés. En 1988, l’Assemblée nationale du Québec adopte la loi 178 dans le but de modifier la règle de la raison sociale en français et de maintenir la règle de l’affichage commercial exclusivement en français à l’extérieur des établissements. Dans ce contexte, l’Assemblée invoque les dispositions de dérogation des chartes canadienne et québécoise des droits pour assurer le maintien de la validité de cette règle.

## Les faits
Trois Québécois anglophones : John Ballantyne, Elizabeth Davidson et Gordon McIntyre, qui possèdent des entreprises à Sutton (Québec) et à Huntingdon (Québec), ont contesté les articles 1, 6 et 10 du projet de loi n° 178 (modifications à la Charte de la langue française) promulguée par le gouvernement du Québec en 1988. 
Ils affirment qu'ils seraient victimes de violations des articles 2, 19 (liberté d'expression), 26 (interdiction de la discrimination) et 27 (droits des minorités) du Pacte international relatif aux droits civils et politiques par le gouvernement fédéral du Canada et par la province de Québec, parce qu'il leur était interdit d'utiliser l'anglais dans la publicité ou au nom de leurs entreprises.

## Questions en litige
Les principales questions de fond en litige sont résumées comme ceci : 
« a) l’article 58 de la Charte de la langue française, tel qu’il a été modifié par l’article premier de la loi no 178, porte-t-il atteinte à un droit que l’article 27 du Pacte pourrait conférer aux auteurs ? 
b) l’article 58 de la Charte de la langue française, tel qu’il a été modifié par l’article premier de la loi no 178, porte-t-il atteinte au droit des auteurs à la liberté d’expression ? 
c) cette même disposition est-elle compatible avec le droit des auteurs à l’égalité devant la loi ?»

## Avis du Comité des droits de l'homme
À l'égard de l'art. 19 PIDCP, le Comité a constaté une violation car « S’il est légitime qu’un État choisisse une ou plusieurs langues officielles, il ne l’est pas qu’il supprime, en dehors de la vie publique, la liberté de s’exprimer dans une certaine langue ».
Quant à l'art. 26 PIDCP, il n'y a pas de violation car « Cette interdiction s’applique aux francophones aussi bien qu’aux anglophones, de telle sorte qu’un francophone qui souhaiterait afficher en anglais afin d’atteindre une clientèle anglophone ne serait pas non plus autorisé à le faire ».
Quant à l'art. 27 PIDPC, il n'y a pas de violation car «  Les citoyens canadiens anglophones ne peuvent être considérés comme une minorité linguistique ».

## Opinions concordantes ou dissidentes de membres individuels
Waleed Sadi a inscrit une dissidence, estimant que les recours internes n'avaient pas été épuisés par les auteurs avant de saisir le Comité des droits de l'homme.
Birame Ndiaye a également rendu un jugement dissident, à l'effet que l'article 27 protège la minorité linguistique française au Canada. Elle considère que les limites à la liberté d'expression sont justifiées car elles protègent les droits de l'article 27. 
Kurt Herndl a rendu un jugement en partie concordant et en partie dissident, estimant que les droits en question ne concernent que l'article 19, et non l'article 27. Il s'est également interrogé sur le statut de victimes de Ballantyne et Davids.
Bertil Wennergren dépose un avis concordant, considérant que «  l'interdiction d'utiliser au Québec toute autre langue, hormis le français, pour la publicité commerciale à l'extérieur ne viole aucun des droits garantis en vertu de l'article 27 ».
Elizabeth Evatt, Nisuke Ando, Marco Tulio Bruni Celli et Vojin Dimitrijević déposent des avis concordants, mais déclarent que « Ce qui fait problème, c'est le fait que la décision interprète le terme "minorités" utilisé à l'article 27 en se référant uniquement au nombre de membres que le groupe en question compte dans l'État partie ».

## Suites

### Loi postérieure
En 1993, Québec adopte une loi qui permet l’affichage commercial bilingue à l’extérieur des commerces pourvu qu’il y ait une nette prédominance du français

### Accueil et critiques
Le 27 mai 1993, Jean-Maurice Arbour et Henri Brun, respectivement professeur de droit international et professeur de droit constitutionnel, publient une analyse de l’avis rendu par le Comité des droits de l’homme des Nations Unies dans l’affaire Ballantyne. Ils rappellent que cet avis est une « recommandation dépourvue de toute force obligatoire ». Ils ajoutent que l’avis majoritaire compte 16 pages, mais que les auteurs utilisent « une demi-page à peine […] pour expliquer que la loi québécoise est contraire au pacte », et que « [le] comité a tout simplement décrété, sans démonstration aucune, sans analyse aucune de la jurisprudence et de la doctrine pertinentes à ce sujet, que l’expression commerciale fait partie de la liberté d’expression ». Plus précisément, selon eux, « la situation particulière des francophones du Québec dans le contexte canadien et nord-américain aurait mérité un examen singulier réfléchi ». 
Quelques années plus tard, en 2017, le docteur en droit constitutionnel et codirecteur de l'Observatoire national en matière de droits linguistiques, Me Frédéric Bérard, affirme que l’analyse contenue dans cet avis « en arrive à une conclusion identique à celle de la Cour suprême sur la question de la liberté d'expression commerciale exclusivement » dans l’arrêt Ford. À cela, Me Éric Poirier réplique que cet auteur « omet toutefois de préciser que l’ONU rejette l’argument fondé sur le droit à l’égalité, alors que la Cour suprême du Canada le retient, et que l’ONU est divisée sur la question de la liberté d’expression, donc que son avis contient une dissidence (à l’effet qu’exiger généralement l’usage exclusif du français dans l’affichage commercial peut se justifier dans le contexte québécois), alors que la Cour suprême est unanime ». Pour Me Poirier, « [l’]avis de l’ONU n’est donc pas identique à l’arrêt Ford ».